# Andokidész (szónok)
Andokidész (ógörögül: Ἀνδοκίδης, latinul: Andocides), (i. e. 440 körül – i. e. 391) ókori görög szónok, az úgynevezett tíz attikai szónok egyike.
Leogarosz fiaként született Athénben. Előkelő családja volt, maga pedig egész életében inkább gyakorlati államférfiként és kereskedőként működött, kevésbé szónokként. Még fiatalkorában belekeveredett az Alkibiadész-féle herma-csonkítók perébe, amelyben a bűnösök megnevezésével helyes nyomra vezette a bíróságot. Hitelt nem érdemlő tudósítás szerint édesapja és testvérei ellen is terhelő vallomást tett, de aztán megmentette őket a gyanútól. Andokidész felmentették, de mivel egy – őt névleg nem említő – néphatározat atimiával (jogvesztéssel) fenyegette, eltávozott hazájából. Több évet töltött Makedóniában és Cipruson, ahol kereskedelmi vállalkozásokkal szerzett vagyont magának, és csak i. e. 411 tavaszán tért vissza Athénbe. Ott a négyszáz zsarnok uralma alatt börtönbe került, majd megszabadulva ismét külföldön végzett kereskedelmi tevékenységet. I. e. 407-ben ismét Athénba visszatérve, elmondta beszédét Visszatérése ügyében – sikertelenül. Harmadszor is elhagyta Athént, és csak a harminc zsarnok bukása után, i. e. 402 körül tért ismét haza. Ettől kezdve újra nyilvánosan is szerepelt, és i. e. 399 végén az újabb vádaskodások elleni alkalommal a Müszteriumokról című beszédével fényes diadalt aratott. I. e. 392-ben spártai követségbe ment a tervezett béke ügyében, de ezért a szerepléséért – életrajzírója kétséges tudósítása szerint – ismét számkivetették. Mindössze négy teljes beszéde – köztük három valódi – maradt fenn, amelyekben egyszerű, mesterkéletlen, díszítetlen szónoknak bizonyul.